# 材木売

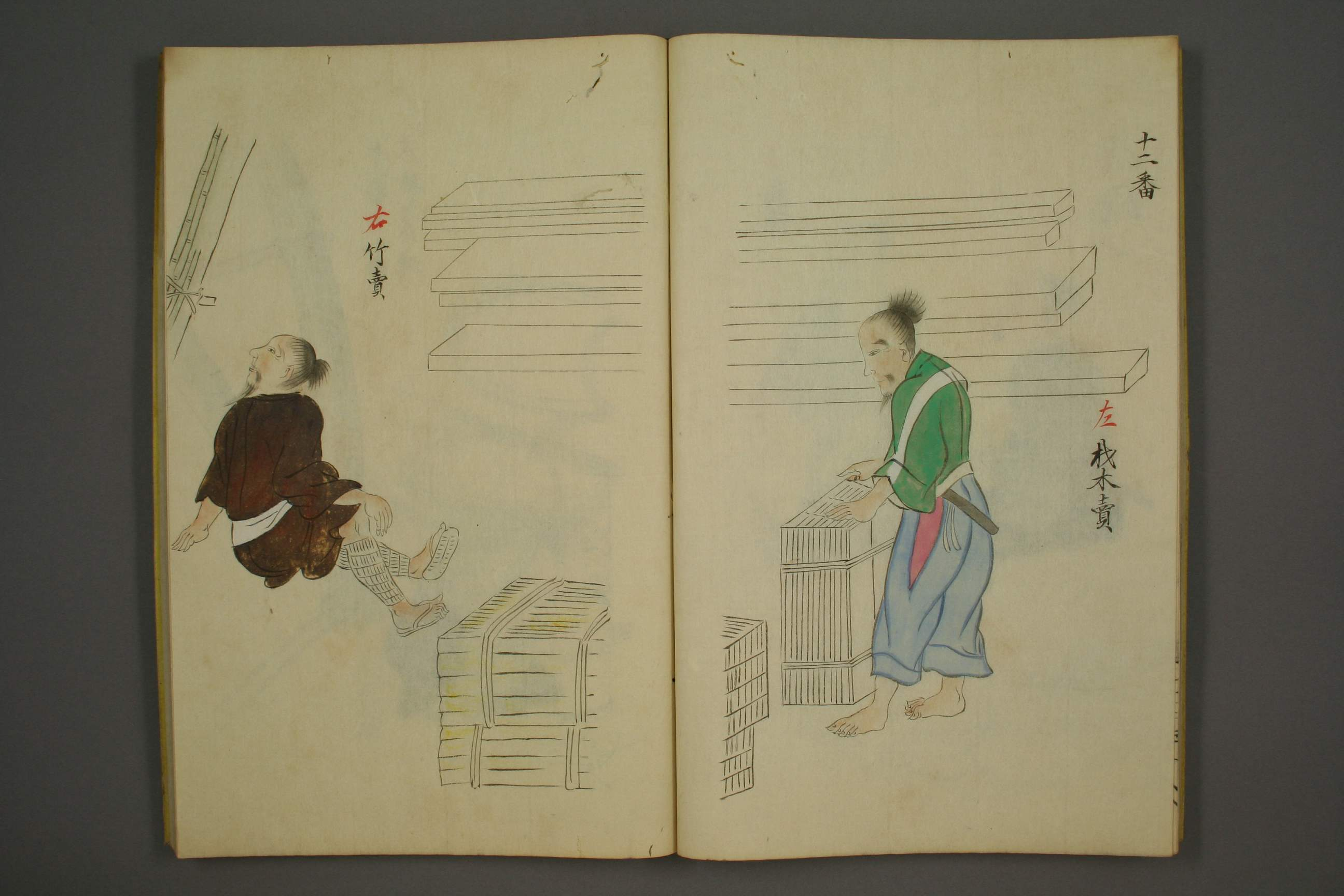
竹売（左・部分）、材木売（右）の歌合（『三十二番職人歌合』、1494年、その1838年の模写）。小刀を帯刀している。

材木売（ざいもくうり）は、中世（12世紀 - 16世紀）期に存在した日本の行商人。平安時代（9世紀 - 12世紀）以降、材木を仕入れて販売した行商・店舗、およびその業者等を総称して、材木商人（ざいもくしょうにん）、材木商（ざいもくしょう）、材木屋（ざいもくや）と呼び、本項ではこれについても扱う。

## 略歴・概要

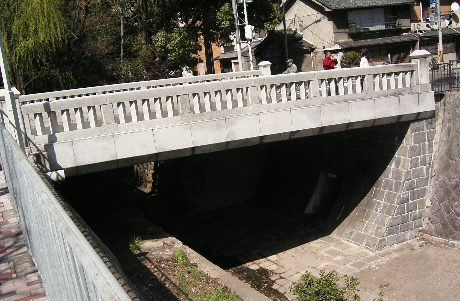
堀川に架かる現在の一条戻橋（京都市、2004年撮影）。

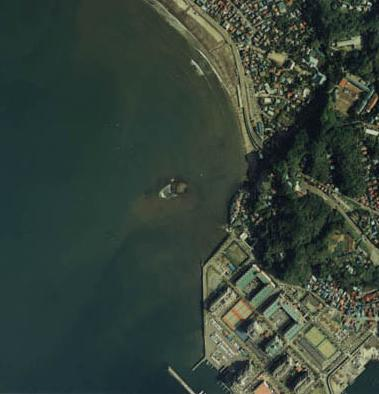
現在の和賀江島と材木座海岸（鎌倉市、1983年撮影）。

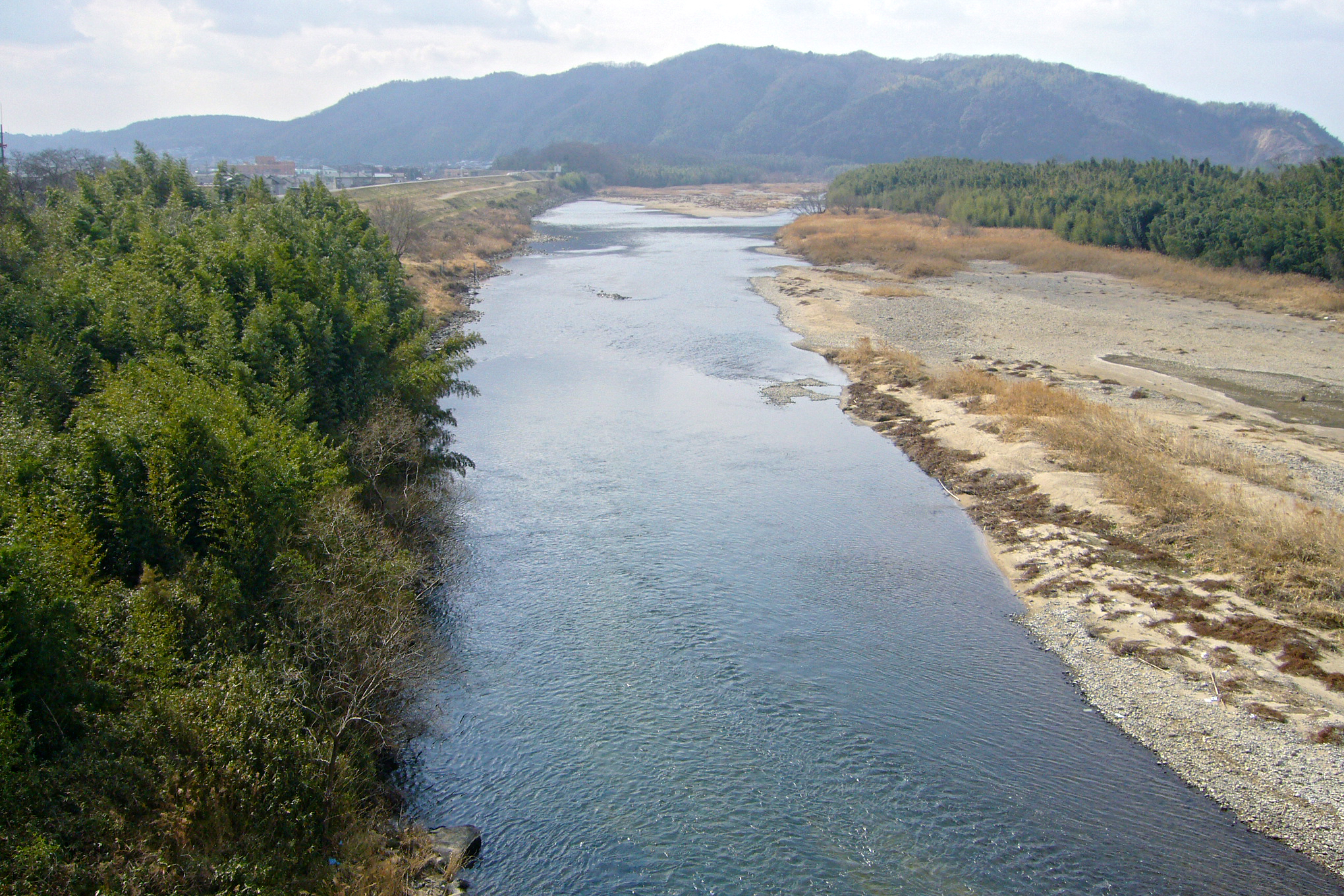
現在の木津川（木津川市加茂町、2006年撮影）

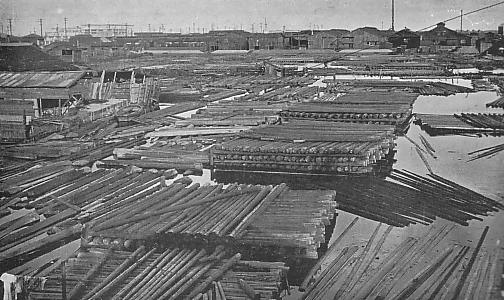
近代以降の木場（東京都江東区、1933年撮影）。

9世紀後半、879年（元慶三年）の京都・祇園社（現在の八坂神社）の記録に、堀川十二町（現在の堀川今出川から堀川御池の範囲）の「材木商人」について記されている。堀川十二町の寄進によって、同地は祇園社の領地となり、「材木商人」たちは同社を本所とした「神人」の地位を得た。『京都嵯峨材木史』によれば、堀川の地に「材木商人」が居を構えて生業を始めたのは、794年（延暦13年）の平安京の造営に際して、輸送された木材が同地で引き上げられて使用されたことによる。現在はほぼ暗渠であるが、当時の堀川は、川幅が4丈（約12.1メートル）あり、貯木場として成立しえたという。堀川十二町の「材木商人」は「堀川材木神人」（ほりかわざいもくじにん）と呼ばれた。
現在も地名に残る神奈川県鎌倉市材木座は、鎌倉時代（12世紀 - 14世紀）に、相模国鎌倉郡和賀江津に設置された座「材木座」に由来する。同地に現存する人工島、和賀江島は、1232年（貞永元年）に築かれた港湾施設である。興福寺の塔頭・一乗院（現存せず）が支配した山城国相楽郡木津（現在の京都府木津川市木津）にも、鎌倉と同時期の12世紀に「材木座」が置かれたとされる。
室町時代に入り、1459年（長禄3年）には、堀川十二町の「堀川材木神人」たちは「材木座」を結成、堀川の貯木場を独占、大鋸挽たちの製材した「大鋸板」（おがいた）の販売権を独占した。この時代には、丹波国（現在の京都府中部ほか）、近江国（現在の滋賀県）、美濃国（現在の岐阜県南部）、安芸国（現在の広島県西部）、あるいは四国からの木材が、堀川の材木座に集約されるようになっていた。材木座は、京都堀川や木津、鎌倉和賀江津のほか、大和国奈良、和泉国大鳥郡堺（現在の大阪府堺市）に存在したことが知られている。この時代、木津で水揚げした材木は、京都・奈良で振売の販売を行っていた。
15世紀末の1494年（明応3年）に編纂された『三十二番職人歌合』の冒頭には、「いやしき身なる者」として、「竹売」とともに「材木売」として紹介され、袴を穿き、板材を束ねる姿が描かれている。同歌合は京都の都市部に見られる「職人」（商工業者、芸能者）をピックアップしており、図においてこの「材木売」が小刀を帯刀しているのは、身分が「神人」であるからであり、「堀川材木神人」であることを示している。この歌合に載せられた歌は、
- よし野木の 材木なれば あたひをも 花におほせて はなたかるなり

というもので、吉野材の価値を歌っている。

中世の時期、「問丸」（といまる）と呼ばれる商人が現れ、海岸や河川の港で、貨物の保管・輸送・販売を行った。16世紀には「仲買」が現れ、やがて「問丸」が江戸時代（17世紀 - 19世紀）に入り、卸売商人である「問屋」へと発展し、流通のシステムが変革されていく。江戸における「材木問屋」は、その当初は「仲買」と「小売」を兼ねていたが、のちに分化していく。「材木屋」と呼ばれた小売商店は、製材を行う職人である「大鋸引」（木挽）、ならびに筏師（川並鳶）を配下に抱えていた。江戸・八丁堀で材木商を営み、寛永寺本堂造営への材木提供で財をなした人物が、紀伊國屋文左衛門である。
近代以降については、木材商 を参照。

## 用語一覧
「材木売」「材木商人」らのおもな関連用語の一覧である。
- 材木座 - 貯木場・板材等の販売権を独占する座
- 材木奉行 - 
  1. 中世の材木の調達・管理を行った役人・役所
  2. 近世・江戸幕府の職名、材木の調達・管理を行った
- 木屋・樹屋（きや） - 材木小屋、材木の貯蔵用の倉庫
- 木屋預（きやあずかり） - 木屋の管理をする頭人・頭目
- 川並鳶・川並 - 木場で木材の管理をする者
- 材木問屋 - 近世以降の流通における問屋
- 材木屋風 - 近世・江戸で流行った髪形

- 杣 - 古代・中世の律令時代の指定山林
- 杣司 - 古代・中世の杣の管理人
- 杣工 - 古代・中世の杣を伐採・製材する者
- 木屋師 - 丸太を山中から川まで運ぶ職人
- 筏師 - 筏作り・筏流しを行う労働者
- 木挽・大鋸挽 - 製材する者

## 著名な人物
著名な「材木売」「材木商人」らのおもな一覧である。
- 淀屋 - 米・材木を商う
  1. 淀屋常安 （1560年 - 1622年）
  2. 淀屋言當 （1576年 - 1644年）
  3. 淀屋箇斎 （1606年 - 1648年）
  4. 淀屋重當 （1634年 - 1697年）
  5. 淀屋廣當 （1684年 - 1718年）
- 吉田勘兵衛 （1611年 - 1686年）
- 紀伊國屋文左衛門 （17世紀 - 18世紀）
- 奈良茂左衛門 （1695年 - 1725年）
- 奈良屋茂左衛門 （17世紀 - 18世紀） - 名跡
- 加納宗七 （1827年 - 1887年）
- 高島嘉右衛門 （1832年 - 1914年）
- 平沢嘉太郎 （1864年 - 1932年）
- 三田平凡寺 （1876年 - 1960年）
- 宮本英太郎

## 材木屋風
元禄年間（1688年 - 1704年）に「材木屋風」（ざいもくやふう）という男性の髪型が流行する。これは、後頭部で髷を細く結ったスタイルであった。江戸時代の風俗を記録したことで知られる加藤曳尾庵の随筆『我衣』（1825年）には、「元祿頃、材木屋風なり、つつこみと云中ぞり有」とあり、突込頭（つっこみあたま）と同じものであり、頭頂部を剃る「中剃り」のある、元禄年間に流行った髪型であるとしている。「突込頭」とは、やはり材木屋らの髪型であり、頭頂部を大きく剃り（中剃り）、元結を1寸（約3.03センチメートル）程度に巻き上げて結んだもので、突込髷（つっこみわげ）とも呼ばれた。巻き上げる髪の量が多く、髪油で汚れないようにするのが床屋の技術であったという。林不忘の小説『釘抜藤吉捕物覚書』の主人公・藤吉が、この髪型（材木屋風）であった。